# Louis Nirenberg
Louis Nirenberg (Hamilton, 28 febbraio 1925 – New York, 26 gennaio 2020) è stato un matematico canadese, conosciuto per i risultati da lui ottenuti in analisi matematica, in particolare sulle equazioni alle derivate parziali sia lineari che non lineari.
Si laureò all'Università McGill e fu per molti anni docente presso l'Università di New York.

## Riconoscimenti
- 1959 Bôcher Memorial Prize
- 1982 Premio Crafoord
- 1994 Premio Steele
- 1995 National Medal of Science
- 2010 Medaglia Chern
- 2015 Premio Abel